# Sellimonas
Sellimonas — рід грампозитивних бактерій родини Lachnospiraceae. Представники роду входять до складу фекальної мікробіоти людини та курей.

## Види
Виділяють три види:
- Sellimonas catena Hisatomi et al. 2023
- Sellimonas intestinalis Seo et al. 2016
- Sellimonas monacensis Zenner et al. 2021